# Eois telegraphica
Eois telegraphica là một loài bướm đêm trong họ Geometridae.